# اچ‌ام‌اس بریتانیا (۱۹۰۴)
اچ‌ام‌اس بریتانیا (۱۹۰۴) (به انگلیسی: HMS Britannia (1904)) یک زیردریایی بود که طول آن ۴۵۳ فوت ۶ اینچ (۱۳۸٫۲۳ متر) بود. این زیردریایی در سال ۱۹۰۴ ساخته شد.